# Carol Costa
Ana Carolina Garcia Costa (Rio de Janeiro, 31 de março de 1986), conhecida como Carol Costa, é uma atriz, cantora e bailarina brasileira. Tem uma carreira artística mais voltada para os palcos do teatro musical, com incursões pelo cinema e televisão. 
Bailarina profissional formada pela Escola Petite Danse (2003); estudou Artes Cênicas na Casa das Artes de Laranjeiras (CAL) em 2004 e 2005; cursou Cinema e TV no Artcênicas entre 2005 e 2009. Destacou-se por seus papéis como Chiquinha em Chaves - Um Tributo Musical e Roxie Hart em Chicago (musical).

## Carreira

### Teatro
| Ano     | Título                                       | Personagem             |
| ------- | -------------------------------------------- | ---------------------- |
| 2005    | 100 Anos de Magia Disney - Super Casas Bahia | Little Mermaid (Ariel) |
| 2006    | Um Sonho é um Desejo da Disney               | Little Mermaid (Ariel) |
| 2007    | O Rei Leão - Super Casas Bahia               | Bailarina Swing        |
| 2009-10 | Momentos Mágicos                             | Little Mermaid (Ariel) |
| 2010    | Gypsy                                        |                        |
| 2010-11 | Mamma Mia                                    |                        |
| 2012    | Cabaret                                      | Rosa - Kit Kat Girl    |
| 2014    | As Damas de Paus                             | Bia                    |
| 2014    | A Madrinha Embriagada                        | Cover Eva (Kitty)      |
| 2015    | BarbarIdade - Uma Comédia Musical            |                        |
| 2015-16 | Raia 30 - O Musical                          | Olenka Raia            |
| 2016    | My Fair Lady                                 | Cover Eliza Doolittle  |
| 2017    | Vamp - O Musical                             | Cover Mary Matoso      |
| 2018    | Hebe - O Musical                             | Hebe (Jovem)           |
| 2018    | Annie - O Musical                            | Lily du Palace         |
| 2018    | Os Produtores                                |                        |
| 2019    | As Cangaceiras, Guerreiras do Sertão         | Fazendeira Hermosa     |
| 2019    | Chaves - Um Tributo Musical                  | Chiquinha              |
| 2020    | Jingle Bus – Um Concerto de Natal            |                        |
| 2020    | Diálogos                                     |                        |
| 2022    | Chicago                                      | Roxie Hart             |
| 2022    | Peter Pan - O Musical da Broadway            | Wendy Darling          |
| 2022-23 | Anastasia - O Musical                        | Condessa Lily          |
| 2024    | Tarsila, a Brasileira                        | Dulce / Pagu           |

### Televisão
- 2005 e 2006 - Floribella I e II (participações como Atriz e Bailarina)

### Cinema
- 2010 - A Suprema Felicidade

## Prêmios
| Ano  | Cerimônia                        | Categoria                             | Personagem   | Resultado |
| ---- | -------------------------------- | ------------------------------------- | ------------ | --------- |
| 2017 | Prêmio Destaque Imprensa Digital | Destaque Atriz Coadjuvante            | Hebe (Jovem) | Indicada  |
| 2019 | Prêmio Destaque Imprensa Digital | Destaque Atriz Coadjuvante            | Chiquinha    | Venceu    |
| 2019 | BroadwayWorld Brazil Awards      | Melhor Atriz (Musical) (Best Actress) | Chiquinha    | Venceu    |
| 2020 | Prêmio do Humor                  | Melhor Performance                    | Chiquinha    | Indicada  |
| 2021 | Prêmio Bibi Ferreira             | Melhor Atriz Coadjuvante              | Chiquinha    | Venceu    |
| 2022 | Prêmio Bibi Ferreira             | Melhor Atriz                          | Roxie Hart   | Indicada  |